# Contraindicații pentru scufundare
Contraindicațiile pentru scufundare se referă la anumite aptitidini sau inaptitudini temporare sau definitive de care trebuie să țină cont orice persoană care dorește să învețe și să practice scufundarea cu aparat autonom de respirat sub apă. 
Înscrierea într-un curs de scufundare la o școală specializată este obligatoriu însoțită de o fișă medicală la un medic specialist în medicina scufundării, care în urma controalelor ce le face stabilește condițiile de sănătate ale candidatului.
Pentru evitarea accidentelor de scufundare care pot fi generate de starea de sănătate necorespunzătoare, fiecare scafandru trebuie să efectueze periodic vizite medicale și consultații specializate.
Cele mai importante contraindicații temporare și definitive de care trebuie să țină cont orice persoană care dorește să învețe sau să practice scufundarea sunt următoarele:

## Contraindicații temporare
- plagă cu perioadă de cicatrizare importantă;
- gripă, angină, bronșită, otită, sinuzită, rinită;
- leziune a unui timpan;
- polipi naso-sinuzali;
- hipertensiune arterială;
- tahicardie ( > 100 bătăi/min);
- bradicardie ( < 40 bătăi/min);
- infecție dentară;
- ulcer, gastrită, colită, hepatită;
- oboseală fizică sau psihică mare;
- tratament medical, tranchilizante, drog, alcool;
- rău de mare, insolație, friguri etc.

## Contraindicații definitive
- Aparatul circulator sanguin:
  - anomalie cardiacă congenitală sau acută;
  - angină pectorală;
  - infarct, flebită etc.
- Aparatul respirator:
  - bronșită, pleurezie, tuberculoză, astm;
  - emfizem;
  - insuficiență respiratorie cronică etc;
- Sistemul nervos:
  - tulburări psihiatrice;
  - epilepsie;
  - traumatism cranian ce antrenează pierderea cunoștinței;
  - spasmofilie, tetanie etc;
- Aparatul endocrin:
  - diabet;
- Aparatul urinar:
  - afecțiuni renale evolutive.
- ORL:
  - perforare permanentă a timpanului;
  - intervenție chirurgicală pe ureche.
- Oftalmologie:
  - ochi de sticlă gol în interior;
  - decolare de retină, orbire.
- Alte afecțiuni anatomice:
  - proteză dentară completă;
  - amputări;
  - handicapuri motorii majore.